# Celanova (Gerichtsbezirk)
Der Gerichtsbezirk Celanova ist einer der 9 Gerichtsbezirke in der Provinz Ourense.
Der Bezirk umfasst 7 Gemeinden auf einer Fläche von 347,73 km² mit dem Hauptquartier in Celanova.

## Gemeinden
| Gemeinde                | Einwohner (2024) | Fläche km² | Dichte Einw./km² | Cod INE | Postleitzahl |
| ----------------------- | ---------------- | ---------- | ---------------- | ------- | ------------ |
| A Bola                  | 1.091            | 34,90      | 31               | 32014   | 32812        |
| Cartelle                | 2.500            | 94,29      | 27               | 32020   | 32824        |
| Celanova                | 5.727            | 67,31      | 85               | 32024   | 32800        |
| Gomesende               | 664              | 28,32      | 23               | 32033   | 32212        |
| A Merca                 | 1.916            | 50,99      | 38               | 32047   | 32830        |
| Quintela de Leirado     | 594              | 31,26      | 19               | 32066   | 32814        |
| Ramirás                 | 1.508            | 40,66      | 37               | 32068   | 32430        |
| Gerichtsbezirk Celanova | 14.000           | 347,73     | 40               | –       | –            |